# Добрович, Никола
Никола Добрович (серб. Никола Добровић; 12 февраля 1897, Печ, Австро-Венгрия — 11 января 1967, Белград) — один из самых известных сербских архитекторов XX века. Член Сербской академии наук и искусств (1961), Хорватской академии наук и искусств (1962).

## Биография
Обучаться архитектуре начал в 1915 году в Будапеште. В связи с событиями Первой мировой войны, продолжил учебу в Высшей технической школе в Праге, которую окончил в 1923 году. До 1934 года работал архитектором.
Вернулся в Югославию и поселился в Дубровнике. Во время Второй мировой войны принимал участие в Национально-освободительном движении в Югославии (серб.). С октября 1944 года работал над восстановлением страны в качестве главы департамента архитектуры федерального министерства строительства. В конце 1945 года — директор Института градостроения Народной Республики Сербии, после создания отдельного проектного института в Белграде стал его первым директором и главным архитектором города.
С 1948 года — профессор архитектурного факультета Белградского университета.

## Отдельные работы
Автор разработки градостроительных принципов Нового Белграда (конец 1940-х годов), генеральных планов городов Штип (1952) и Херцег-Нови (1957).
Создал ряд общественных сооружений:
- Дом Масарика в Праге (1928),
- Общежитие югославских студентов в Праге (1928),
- Grand Hotel и Вилла «Весна» на о. Лопуд около Дубровника, (1936—1939),
- Вилла «Русалка» в Дубровник, (1938),
- Реставрация дворца Sponza в Дубровнике (1939),
- Секретариат Генерального штаба национальной обороны в Белграде, (1956—1963) и др.

## Награды и премии
- Октябрьская награда Белграда (1962)
- Золотой знак Союза урбанистов Югославии (1963)
- Премия Седьмого июля (1964)
- Орден Труда (СФРЮ) (1965)
- почетный член-корреспондент RIBA (Королевский институт британских архитекторов)